# Чемпионат Беларуси по шашечной композиции 1996
Чемпионат Белоруссии по шашечной композиции 1996 года, оригинальное название — Второй этап VIII чемпионата Беларуси по шашечной композиции — национальное спортивное соревнование по шашечной композиции. Организатор — комиссия по композиции Белорусской Федерации Шашек.

## О турнире
Начиная с 1991 года, белорусские чемпионаты стали проводиться раз в два года, при этом разделив соревнования по русским и международным шашкам на ежегодные этапы чемпионата. Суммирования очков этапов не производилось. Таким образом, в VIII чемпионате Беларуси по шашечной композиции на 1-м этапе в 1995-ем соревновались в русские шашки, а на 2-м этапе — в международные.
Соревнования проводились в 4 дисциплинах: миниатюры, проблемы, задачи, этюды.
Участвовали 17 авторов, приславшие 160 композиций. В миниатюрах - 9 авторов и 53 позиции, в проблемах - 8 авторов и 47 позиций, в задачах - 6 авторов и 34 позиции, в этюдах - 5 авторов и 26 позиций.
Триумфатором чемпионата фактически стал участник Роберт Шедди — псевдоним композитора (Бориса Иванова) — два первых места, но — вне зачета.
Вадим Булат (Минск) завоевал по одной золотой и одной серебряной медали — в проблемах-100 и миниатюрах-100 соответственно; Леонид Сергеевич Витошкин (Гомель) — выиграл дисциплину
этюды-100 и стал третьем в миниатюрах-100

## Спортивные результаты
Миниатюры-100.
Вне зачета — Роберт Шедди (Борис Иванов) — 26,0 очка. Михаил Левандовский (Украина) — 18,5 очка.  Виктор Шульга — 17,25.  Вадим Булат — 17,0.  Леонид Витошкин — 13,0. 4. Николай Вергейчик — 12,75. 5. Пётр Шклудов — 10,5. 6. Александр Сапегин — 6,0. 7. Владимир Малашенко — 0,0.
Проблемы-100.
Вне зачета — Роберт Шедди — 24,5.  Вадим Булат — 23,5.  Владимир Малашенко — 19,75.  Виктор Шульга — 19,75. 4. Александр Сапегин — 17,75. 5. Леонид Витошкин — 17,5. 6. Михаил Какора — 11,5. 7. Пётр Шклудов — 8,5. 8. Николай Вергейчик — 4,0.
Этюды-100.
 Леонид Витошкин — 21,0.  Криштоф Малашкевич — 19,0.  Григорий Кравцов — 12,0. 4. Пётр Шклудов — 9,0. 5. Роберт Шедди — 3,0. 6. Виктор Шульга — 0,0.
Задачи-100.
 Анатолий Шабалин — 34,0.  Николай Бобровник — 24,5.  Аркадий Каган — 24,0. 4. Пётр Шклудов — 20,5. 5. Виктор Самарин — 18,0. 6. Вадим Сухоруков — 10,0. 7. Роберт Шедди — 6,0.